# Zaporojskaïa setch
 (mai 2023).
Pour plus de détails, voir Fiche technique et Distribution.
Zaporojskaïa setch (Запорожская сечь) est un film russe réalisé par Mykola Sadovsky, sorti en 1911,. 

## Fiche technique
- Titre : Zaporojskaïa setch
- Titre original : Запорожская сечь
- Réalisation : Mykola Sadovsky
- Photographie : Danylo Sakhnenko
- Pays d'origine : Empire russe
- Genre : film historique
- Durée : 50 minutes
- Date de sortie : 1911

## Distribution
- Arnold Kordioum